# ژان کلود لوئر
ژان کلود لوئر (زاده ۳۰ نوامبر ۱۹۷۰) یا به سادگی ژان کلود، یک کیک‌بوکسینگ سابق سنگین‌وزن فوق‌العاده آمریکایی است. وی یک قهرمان شش دوره جهان بود و در چهار سازمان مختلف عنوان‌های مختلف را در کارنامه خود داشت و در شانزده نبرد عنوان قهرمانی جهان به رقابت پرداخت. او در کی وان پیروزی‌های قابل توجهی نسبت به راب کامان و کوچارزویسکی را در اختیار دارد.

## در آغاز کار
اگرچه یک مبارز موای تای با تجارت، لویر ابتدا در سن پنج سالگی با کاراته شوتوکان تمرین هنرهای رزمی را آغاز کرد. وی در سال ۱۹۹۴ هنگامی که در مسابقات قهرمانی سنگین‌وزن USMTA به مقام قهرمانی رسید. وی سپس با شکست دادن هیراوی ت رانگی از نیوزیلند در تاریخ ۱۳ مارس ۱۹۹۴ در مسابقات قهرمانی کشتی آزاد فوق سنگین ISKA بین قاره ای قهرمان شد. بعدها در دوران حرفه ای خود، او همچنین مسابقات قهرمانی کشتی آزاد فوق سنگین‌وزن ISKA و مسابقات جهانی سوپر سنگین تایلند ISKA را برگزار کرد.
از زمان بازنشستگی، لوئر در بسیاری از فیلم‌ها به عنوان یک بازیگر و بدل کار، از جمله فیلم‌های جت لی مانند بی‌باک (فیلم ۲۰۰۶) ظاهر شد او همچنین مربی آکادمی آمریکایی کیک بوکسینگ است.